# Turán-szám
A matematika, a gráfelmélet, azon belül az extremális gráfelmélet területén egy n csúcsból álló, r-uniform hipergráfhoz tartozó {\displaystyle T(n,k,r)} Turán-szám  vagy Turán-féle szám megadja, hogy legalább hány r-élt kell tartalmaznia a hipergráfnak, hogy minden k csúcsú feszített részgráf tartalmazzon legalább egy élt közülük. A Turán-szám értékét r = 2-re (Turán 1941) határozta meg, a problémát általános r-re (Turán 1961) vetette fel. (Sidorenko 1995) áttekintést ad a Turán-számokkal kapcsolatos összegyűlt tudásról.

## Definíciók
Tekintsünk egy n csúcsból álló X halmazt. Adott r-re egy r-él vagy r-blokk egy r csúcsból álló halmaz. Blokkok egy halmazát Turán (n,k,r)-rendszernek (n ≥ k ≥ r) nevezzük, ha X minden k elemű részhalmaza tartalmaz blokkot.
A {\displaystyle T(n,k,r)} Turán-szám az ilyen rendszer minimális méretét adja meg.

## Eredmények
(Sidorenko 1995) áttekintése alapján az alábbi eredmények ismertek a Turán-számok problémakörében.
Rekurzív eredmény:
{\displaystyle T(n,k,r)\geq \lceil {\frac {n}{n-r}}T(n-1,k,r)\rceil }.
Ismert továbbá, hogy létezik a következő határérték:
{\displaystyle t(k,r)=\lim _{n\to \infty }{\frac {T(n,k,r)}{n \choose r}}},
bár a {\displaystyle t(k,r)} pontos értékét csak az r=2 esetben sikerült meghatározni.
További tények:
1. {\displaystyle t(k,r)\leq t(k-1,r-1)}.
2. {\displaystyle T(n,k,r)\geq {\frac {n-k+1}{n-r+1}}{\frac {n \choose r}{k-1 \choose r-1}}}.
3. {\displaystyle t(r+1,r)\leq {\frac {\ln r}{2r}}(1+o(1))}.[2]
4. {\displaystyle t(k,r)\leq \left({\frac {r-1}{k-1}}\right)^{r-1}}.

A kis {\displaystyle n/(k-1)}, kis {\displaystyle n-k}, valamint az {\displaystyle r=2,3,4} eseteket már különböző szerzők részletesen tanulmányozták.

## Példa
A Fano-sík egyeneseinek komplementerei Turán (7,5,4)-rendszert alkotnak. T(7,5,4) = 7.

## Más kombinatorikai konstrukciókkal való kapcsolat
Megmutatható, hogy
{\displaystyle T(n,k,r)\geq {\binom {n}{r}}{\binom {k}{r}}^{-1}.}
Az egyenlőség pontosan akkor áll fenn, ha az S(n − k, n − r, n) Steiner-rendszer létezik.
Egy (n,r,k,r)-lottórendszer egy Turán (n, k, r)-rendszer. Ezért T(n,k, r) = L(n,r,k,r).

## Fordítás
- Ez a szócikk részben vagy egészben a Turán number című angol Wikipédia-szócikk ezen változatának fordításán alapul.  Az eredeti cikk szerkesztőit annak laptörténete sorolja fel. Ez a jelzés csupán a megfogalmazás eredetét és a szerzői jogokat jelzi, nem szolgál a cikkben szereplő információk forrásmegjelöléseként.